# La Voz (Madrid)
La Voz fue un diario vespertino madrileño fundado el 1 de julio de 1920 por Nicolás María de Urgoiti, director de La Papelera Española, que dejó de publicarse el 28 de marzo de 1939 al entrar las tropas sublevadas a Madrid en la Guerra Civil. 

## Historia
El diario surgió para crear un tándem de periódicos a la americana, con un diario de la mañana serio y doctrinal, El Sol, y uno de la tarde, ligero y popular, muy atento a la «última hora», La Voz. También fue consecuencia de una Real Orden aprobada por el Gobierno de Eduardo Dato el mes anterior que regulaba el precio de la prensa diaria y que imposibilitaba a El Sol ofrecer la misma calidad a un precio inferior. Cumplió con creces las expectativas de la empresa de Urgoiti para aumentar su rendimiento. Triunfó rápidamente donde El Sol había fracasado, en la venta callejera madrileña, sector en el que se situó en el primer lugar.
Estuvo dirigido por el periodista granadino Enrique Fajardo, conocido como «Fabián Vidal», y su redactor jefe será Manuel Bueno, que será reemplazado por Benito Artigas Arpón en 1931, cuando el diario cambie de manos empresariales. En su excelente nómina de redactores y colaboradores se encontraron Luis Araquistain; Tomás Borrás, encargado de la crítica teatral y cinematográfica; Enrique Díaz-Canedo, de la literaria; Nilo Fabra, con el seudónimo «El Espectador», de la de tribunales; Ángel Galarza, con el de «Modestino», de la municipal y judicial; Maximiliano Clavo, con el de «Corinto y oro», de la taurina; Ricardo Gutiérrez Abascal, con el de Juan de la Encina, de la crítica de arte. José Joaquín Sanchís Zabalza fue el encargado de la sección de economía y finanzas y Andrea Mersae fue su corresponsal en París. En su nómina también estuvieron Luis Bello, Eduardo Gómez de Baquero (Andrenio), Luis Blanco Soria, Antonio Cacho Zabala, Alberto Insúa, Antonio Botín e Irene Falcón, así como José Ortega y Gasset, Ramiro de Maeztu o Ramón Pérez de Ayala. Muchos de ellos ocuparían puestos políticos en el gobierno republicano.
Era un periódico de confección ligera y movida y un tono desenfadado hasta en los titulares. Se propone captar a un público popular, justo el que se mostraba esquivo a El Sol. Suplió con creces la atención que este negaba por principio a los toros y a los sucesos más o menos sangrientos o escandalosos. Aun así La Voz no era un periódico sensacionalista, tenía también una excelente colaboración literaria y de crítica. Dedicaba mucha atención al problema obrero, con una sección diaria llamada «La lucha de clases en toda España».
Desde mayo de 1934, El Sol y La Voz sufrieron múltiples avatares hasta la Guerra Civil, bajando considerablemente su prestigio y su difusión. El último número se imprimió el 27 de marzo de 1939. Tras la contienda, en sus talleres, incautados por los falangistas, se comenzó a imprimir el diario Arriba.